# أتحداك أن تغادر
أتحداك أن تغادر (بالإسبانية: A que no me dejas)‏ هو مسلسل تيلونوفيلا مكسيكي تم عرضه من سنة 2015 إلى سنة 2016، وهذا المسلسل هو إعادة عمل لمسلسل حب صامت ألذي عرض في سنة 1988. هذا المسلسل من إخراج جيري فونس وإنتاج كارلوس مورينو وتأليف ليليانا عبود و إريك فون وبطولة كاميلا سودي وأوزفالدو بينافيدس وليتيسيا كالديرون وأرتورو بينيش وألفريدو أدم ولورا كارمن وسيسيليا غابرييلا وأليخاندرا باروس وإريكا بنفيل وسيزار إيفورا. فاز هذا المسلسل بعدة جوائز مثل جائزة بريميوس تي في واي نوفيلاس كأفضل قصة وإخراج وتصوير. كما فازت لورا كارمن بجائزة أفضل ممثلة عدوة وفازت ليتيسيا كالديرون بجائزة أفضل ممثلة رئيسية وأرتورو بينش بجائزة أفضل ممثل رئيسي وفازت أغنية المسلسل لأليخاندرو سانز بجائزة أفضل أغنية مسلسل.

## القصة
يتبع المسلسل قصص حب وخيانة، ويتكلم عن حب بولينا وأدريان وثم قصة حب إبنتهم فالنتينا وإبنهم بالتبني موريسيو.